# 열두명의 웬수들
《열두명의 웬수들》(영어: Cheaper by the Dozen)은 2003년 개봉한 미국의 코미디 영화이다.
2005년 속편 《열두명의 웬수들 2》가 개봉하였다.

## 출연
- 스티브 마틴
- 보니 헌트
- 파이퍼 페러보
- 톰 웰링
- 힐러리 더프
- 케빈 슈밋
- 앨리슨 스토너
- 제이컵 스미스
- 릴리아나 무미
- 블레이크 우드러프
- 앨런 럭
- 스티븐 앤서니 로런스
- 리처드 젱킨스
- 버네사 벨 캘러웨이
- 티퍼니 듀폰트
- 앰버 스티븐스
- 코디 린리
- 댁스 셰퍼드
- 리지스 필빈
- 켈리 리파
- 에이미 힐
- 숀 레비
- 애슈턴 쿠처
- 재러드 패덜레키
- 웨인 나이트

## 기타 제작진
- 라인 제작: 더스틴 버나드
- 공동 제작: 아이라 슈먼
- 배역: 낸시 클로퍼
- 미술: 니나 러시오
- 의상: 사냐 밀코비치 헤이스